# Louis André
Louis André, född 1838 och död 1913, var en fransk militär.

## Biografi
André blev officer vid artilleriet 1851 och deltog som batterichef i 1870 års krig. Han blev överste och regementschef 1888, brigadgeneral 1893 och divisionsgeneral 1899. Från maj 1900 till november 1904 var André fransk krigsminister och genomförde därunder bland annat en omorganisation av generalstaben. Hans förslag om tvåårig tjänstgöringstid i armén antogs 1902. Under sin krigsministertid bekämpade han hänsynslöst den klerikal-nationalistiska rörelsen i armén, vilket ledde till hans störtande.